# La Combe-de-Lancey
La Combe-de-Lancey é uma comuna francesa na região administrativa de Auvérnia-Ródano-Alpes, no departamento de Isère.